# Подольск-Цемент
«Подольск-Цемент» — предприятие в городе Подольске, специализирующееся на производстве цементных смесей. Старейшее предприятие цементной отрасли экономики в России.

## История
В 1871 году промышленниками А. А. Пороховщиковым и П. И. Губониным была создана компания «Губонин, Пороховщиков и Ко». В 1874 году было построено здание цементной фабрики согласно проекту архитектора Августа Вебера. Подольский цементный завод был открыт в 1875 году близ деревни Выползово (ныне в черте города Подольска). Владельцем стал Александр Александрович Пороховщиков, преобразовавший компанию в «Московское акционерное общество для производства цемента и других строительных материалов и торговли ими».
Основной продукцией завода являлись портландцемент, романский цемент, известь, обожжённый кирпич. Сырьевой базой предприятия служили месторождения известняка по берегам реки Пахры. К 1913 году 95 % произведённой продукции в Подольске составлял цемент. С началом Первой мировой войны немецкая компания «Торговый дом Вогау», совладелец «Московского акционерного общества», свернула хозяйственную деятельность в России. После Октябрьской революции владельцы компании эмигрировали из страны, и завод был остановлен. В 1918 году имущество предприятия было национализировано.
В 1925 году началось восстановление производственных мощностей предприятия, а 15 марта 1926 года состоялся пуск предприятия. В 1949 году завод был перемещён в новые здания, а в 1956 году в городе был основан Подольский экспериментальный цементный завод. В 1973 году он был удостоен ордена Октябрьской революции.
В 1994 году предприятие было приватизировано и преобразовано в открытое акционерное общество «Подольск-Цемент». Было произведено переоборудование производственных мощностей предприятия, освоен выпуск цемента, соответствующего европейским стандартам.